# Bryum pachytheca
Bryum pachytheca là một loài Rêu trong họ Bryaceae. Loài này được Müll. Hal. mô tả khoa học đầu tiên năm 1848.

## Hình ảnh

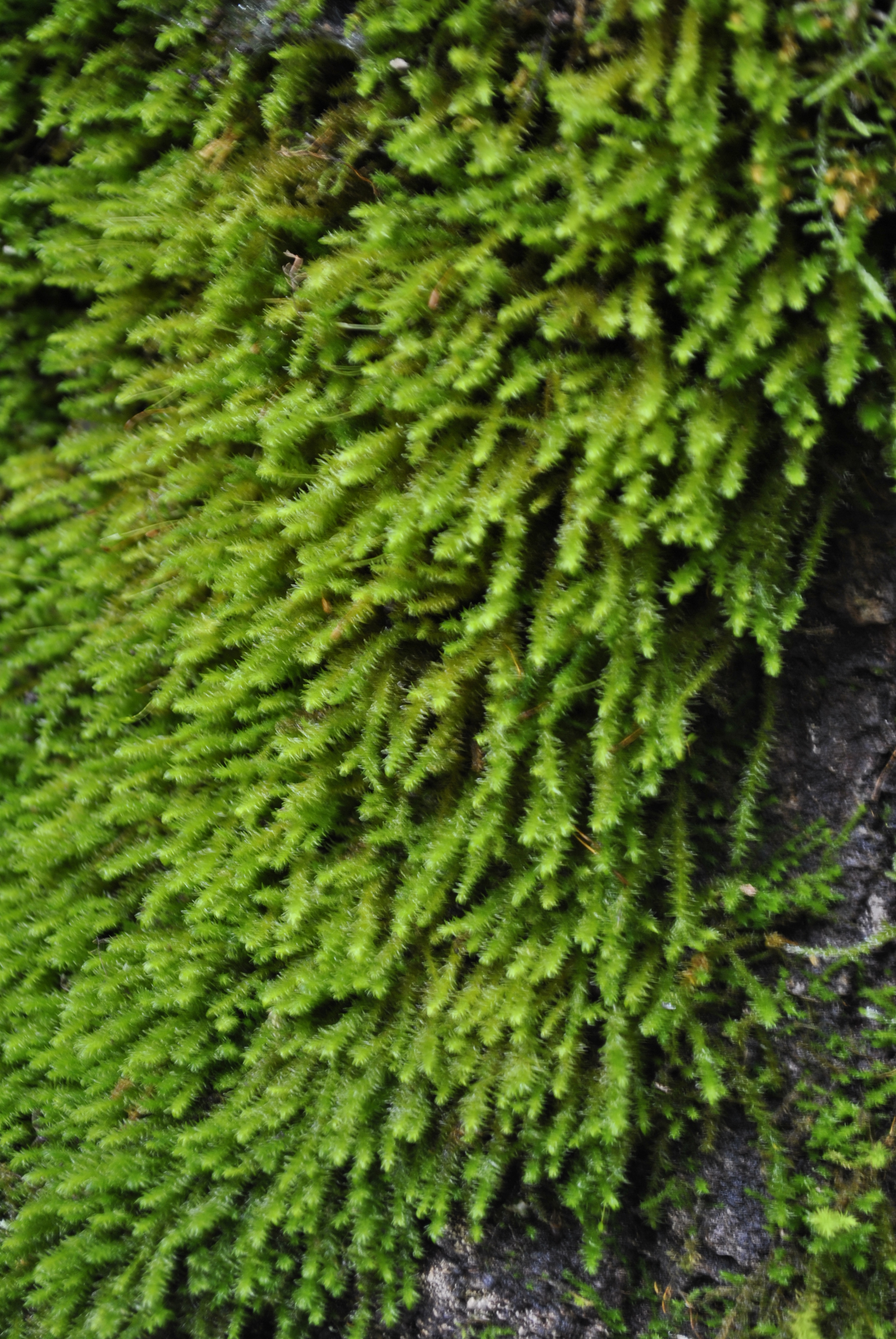
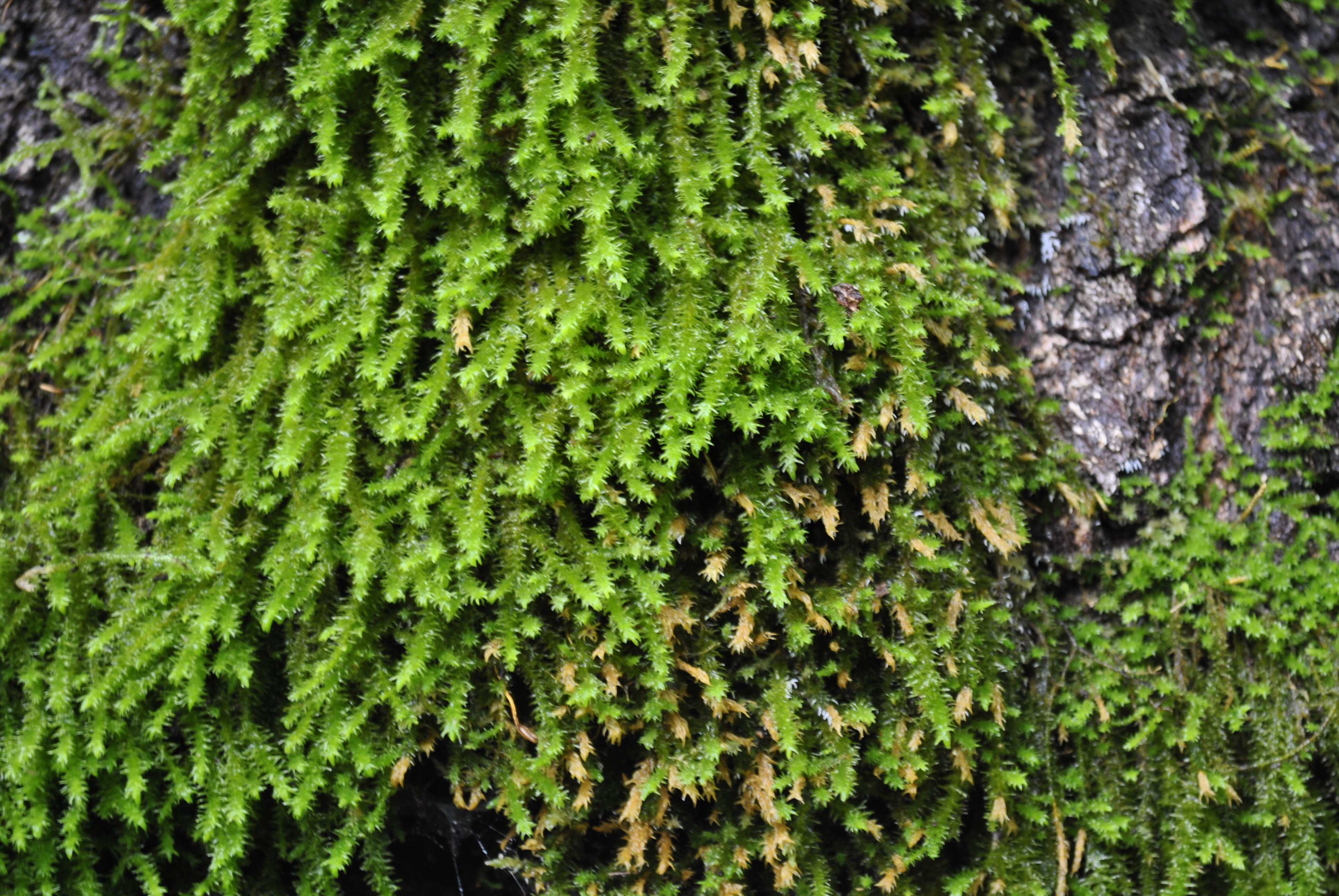
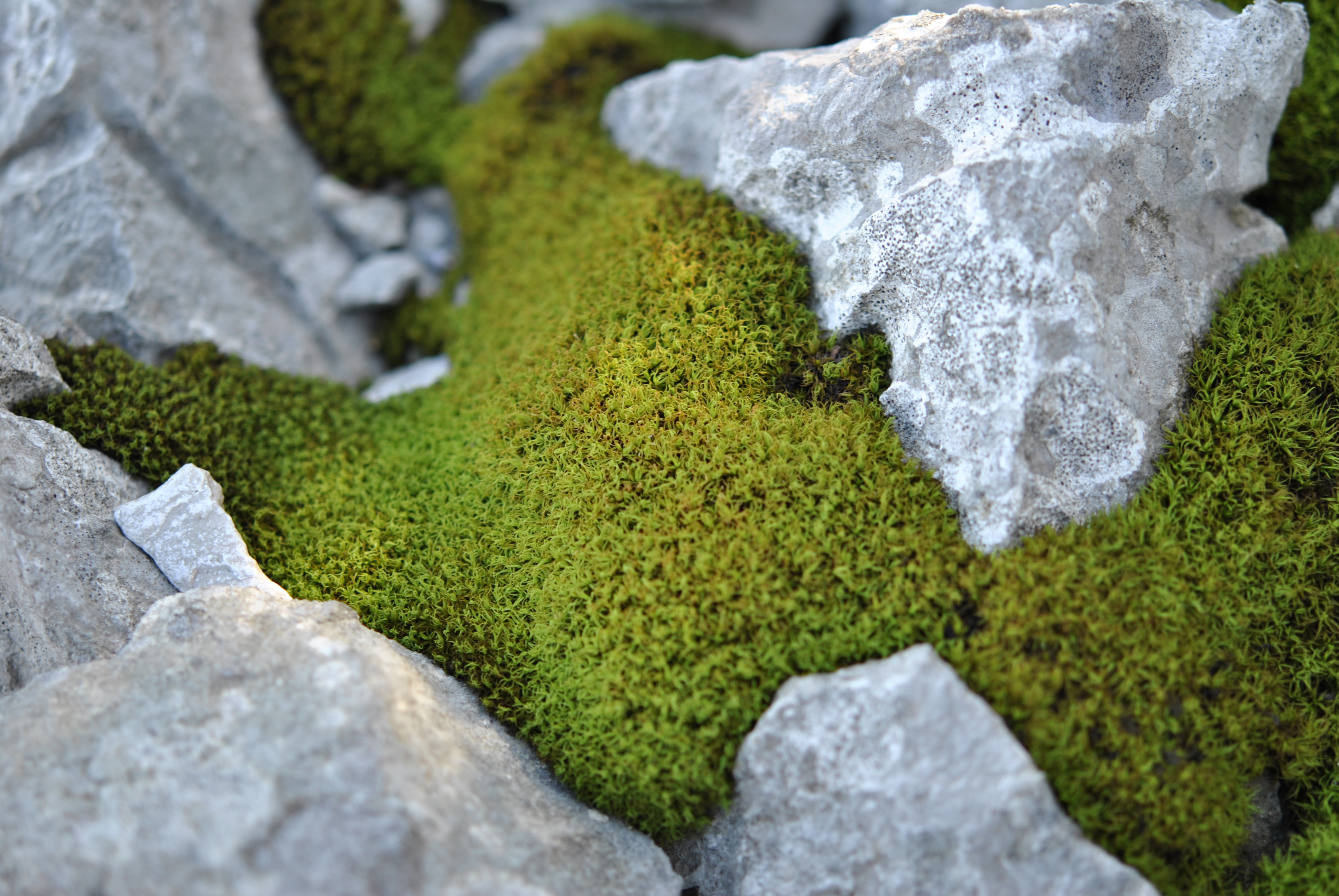
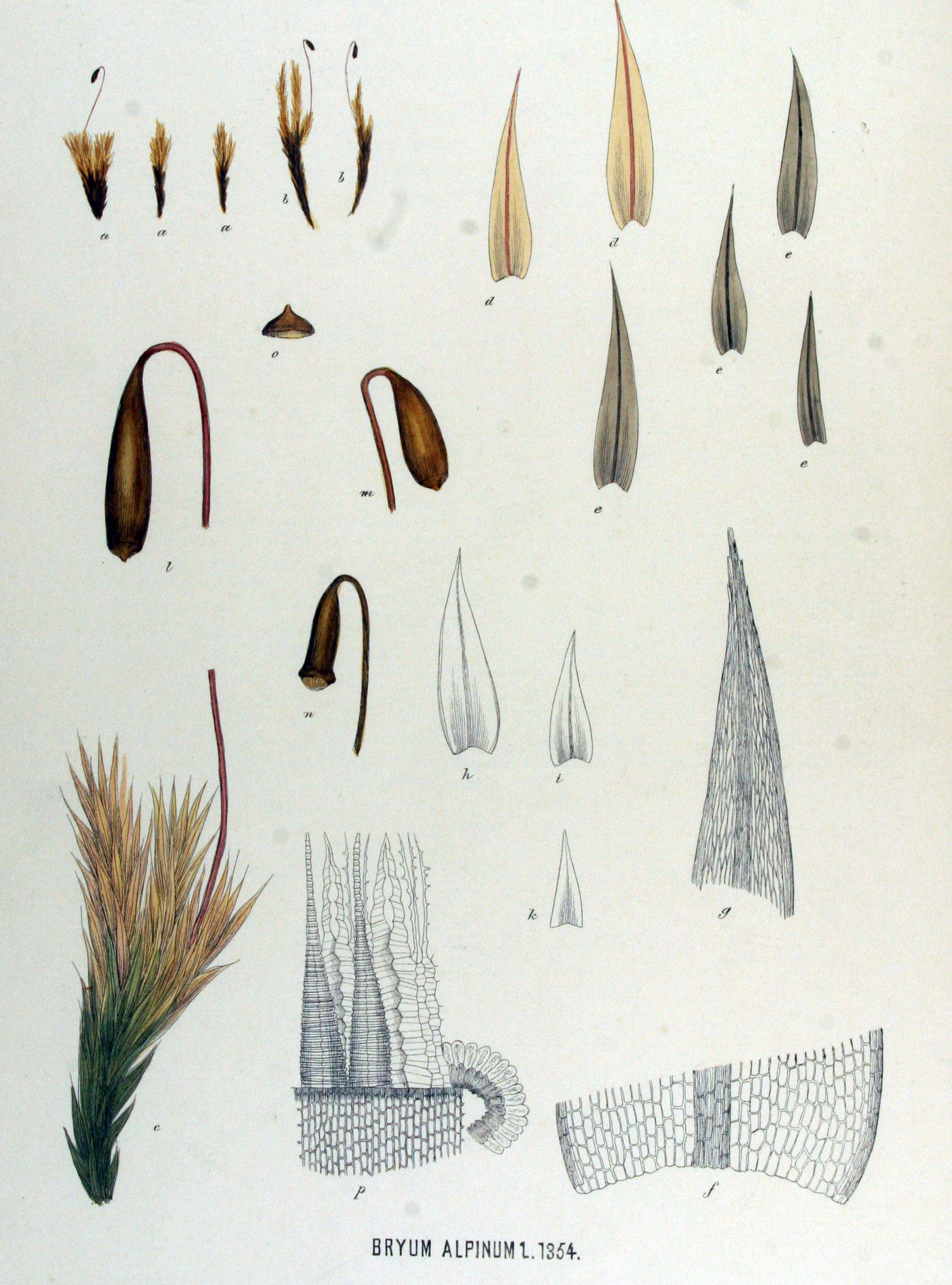